# Wesley Dodds
Wesley Dodds è un personaggio immaginario dei fumetti pubblicati dalla DC Comics, creato dallo scrittore Gardner Fox e dal disegnatore Bert Christman. Fu il primo di molti personaggi della DC a portare il nome di Sandman.
Vestito con un abito verde da uomo d'affari, un cappello, e una maschera anti-gas, Sandman utilizzava una pistola in grado di emettere un potente gas soporifero per sedare i criminali. In origine, fu uno dei primi uomini mascherati ad apparire nei fumetti e nelle fiction d'avventura degli anni trenta, ma più tardi fu sviluppato in un supereroe più appropriato, con l'aggiunta di una spalla, Sandy, e unendosi alla Justice Society of America.
Mentre la prima apparizione del personaggio è solitamente avvenuta in Adventure Comics n. 40 nel luglio 1939, comparve anche in New York World's Fair Comics della DC, sempre nel 1939. Gli storici credono fosse stato presentato settimane prima che la storia di Adventure Comics fosse scritta ed illustrata. Creig Flessel, che illustrò la maggior parte delle prime avventure di Sandman, fu spesso accreditato come co-creatore per aver disegnato la copertina dell'eroe su Adventure Comics n. 40.
Come molti dei personaggi della Golden Age, Sandman fu dimenticato negli anni quaranta ed infine altri supereroi presero il suo nome. Durante gli anni novanta, quando il Sandman dello scrittore Neil Gaiman divenne famoso, la DC rinnovò il personaggio di Dodds in Sandman Mystery Theater, una serie pulp / noir ambientata negli anni '30. Il Wizard Magazine mise Wesley Dodds tra i 200 Più Grandi Personaggi dei Fumetti di Tutti I Tempi: è il più vecchio supereroe in termini di continuità a comparire nella lista.

## Storia editoriale

### Golden Age dei fumetti
Dopo la sua prima comparsa in Adventure Comics n. 40, Sandman continuò ad essere protagonista di tutta la serie, fino al n. 102 nel marzo 1945. Considerato uno degli "uomini misteriosi" più utilizzati dai mass media, come ci si riferiva all'epoca, Sandman cavalcò sia la tradizione dei fumetti pulp dei detective, che l'emergente tradizione supereroistica in forza della sua doppia identità, grazie al suo abbigliamento irreale e mascherato e alle sue armi, un gas esotico che poteva forzare i nemici a dire la verità, o poteva farli addormentare. A differenza di molti altri supereroi, Sandman si ritrovò spesso vittima di ferite d'arma da fuoco, sia nel corso della Golden Age, che nella serie Vertigo, ma continuò a lottare contro il crimine nonostante le serie limitazioni e le ferite riportate.
Inizialmente Dodds era solitamente aiutato dalla sua ragazza, Dian Belmont, all'oscuro della sua doppia identità. A differenza di molti interessi amorosi dei supereroi, Dian era spesso, se non sempre, descritta come un partner di Sandman, piuttosto che la solita dama in pericolo. Storie successive rivelarono che i due rimasero insieme per la durata della loro vita, sebbene non si siano mai sposati.
Sandman fu uno dei membri fondatori della Justice Society of America, quando il gruppo di supereroi fu mostrato in All Star Comics n. 3, pubblicato dalla All-American Comics, una delle compagnie che si sarebbero successivamente fuse con la DC Comics.
In Adventure Comics n. 69 del dicembre 1941, fu inventato per Sandman, dallo scrittore Mort Wisinger e dall'artista Paul Norris, un costume giallo e viola di stampo più supereroistico, e gli venne affiancato un ragazzo-spalla vestito di giallo, Sandy il Ragazzo D'Oro, nipote di Dian Belmont. Più tardi quello stesso anno, la celebre squadra di Joe Simon e Jack Kirby ebbe il sopravvento su questa versione del personaggio.

### Dalla Silver Age alla Modern Age
Reintrodotto nella Silver Age in Justice League of America n. 46 del luglio 1966, Sandman fece apparizioni occasionali negli incontri annuali tra la Justice League of America e la JSA.
Nel 1981, la DC iniziò a pubblicare All-Star Squadron, una rinarrazione delle avventure dei supereroi di Terra-2 durante la seconda guerra mondiale. Sebbene non fosse un protagonista, Sandman comparve tra le sue pagine. Da notare che nel n° 18 si diede una spiegazione del perché Dodds cambiò costume, dal mantello alla maschera a gas, e poi al costume giallo e viola. Dian indossò il suo costume mentre combatteva il crimine in una guerra fu uccisa nel corso di una rissa. Dodds decise di indossare il nuovo costume, ideato da Dian, finché non poté indossare quello originale in cui morì Dian.
Più tardi, questa spiegazione fu cambiata di nuovo quando Dian Belmont fu connessa retroattivamente e non morì mai, dando una nuova spiegazione: Sandy convinse Dodds a non utilizzare il costume colorato in quanto le persone comuni che lo supportavano, preferivano il vecchio costume.
Un acclamato fumetto ispirato a quelli in bianco e nero rinarrano le avventure del Sandman originale, Sandman Mystery Theater, in pubblicazione dal 1993 al 1998 e stampato dalla Vertigo. Sebbene sia nel suo contesto, la sua continuità all'interno dell'Universo DC era discutibile, molti aspetti della serie furono adottati nella continuità regolare, inclusa la sfumata relazione tra Dodds e Dian Belmont. La serie fu pubblicata per 70 numeri e un annuale.
In Sandman Mystery Theater (1995) uno speciale autoconclusivo di Neil Gaiman, Matt Wagner e Teddy Kristiansen, descrissero un'interazione tra i due personaggi, con l'originale che visitava la Gran Bretagna e incontrava il Sogno imprigionato, protagonista della serie di Gaiman. Una retcon di Gaiman suggerì che le scelte d'identità di Dodds era un risultato dell'assenza di Sogno dal reame dei Sogni, e che Dodds portava un aspetto del mistico reame. Questo spiegò i sogni profetici di Dodds.

### Gli anni nel crepuscolo
Dodds è uno dei membri della Justice Society of America che si ritrovò nella "Dimensione Ragnarǫk" nel corso della prima Modern Age dei fumetti. Last Days of the Justice Society of America Special descrisse la storia post-Crisi sulle Terre InfiniteCrisi di un'onda di curvatura temporale di distruzione pronta a fagocitare il mondo. Dodds e i suoi colleghi della JSA entrarono nel limbo per ingaggiare un'eterna battaglia che avrebbe permesso all'universo di continuare la sua esistenza. Questo durò fino al 1992 quando la DC pubblicò Armageddon: Inferno. Questa miniserie terminò con la liberazione della JSA dal limbo e la sua entrata nel mondo "reale". Justice Society of America (1992-1993) mostrò come i membri della JSA cercarono di ri-abituarsi alla vita normale. Per Sandman, la serie lo descrisse come un uomo vecchio e magro con la calvizie e un'arguzia affilata. Iniziando con il n. 1 le sue condizioni fisiche divennero importanti quando lo scrittore Len Strazewski gli fece venire un colpo al primo segno di attacco da parte di un criminale. Sia la sua età che le sue limitazioni fisiche divennero un tema a cui, gli scrittori addetti alle storie post-Crisi del personaggio, fecero ricorso.
Durante l'Ora Zero, Dodds fu fatto tornare alla sua giusta età da Extant. Più tardi, Wesley Dodds fu mostrato in pensione mentre viveva con Dian Belmont sebbene occasionalmente ne usciva, più che altro in alleanza con Jack Knight, il figlio del compagno della JSA di Dodds, Starman. Quando a Dian fu diagnosticata una malattia terminale, i due viaggiarono per il mondo fino al suo trapasso.
Successivamente, Dodds preferì suicidarsi piuttosto che lasciare che il rifugio di Dottor Fate venisse scoperto dal criminale Mordru. La sua giovane, ma ora adulta spalla, Sandy il Ragazzo D'Oro,, divenne conosciuto semplicemente come "Sand" e prese il posto del suo mentore come membro della Justice Society of America così come visto nei suoi sogni profetici. Infine prese il nome di Sandman.

#### Sleep of Reason
Wesley Dodds fece la sua ricomparsa in un'immagine flashback nella serie limitata del 2006 Sandman Mystery Theatre: Sleep of Reason.

#### La notte più profonda
Dodds fu rianimato come Lanterna Nera nel crossover La notte più profonda. Lui e altri membri della JSA caduti attaccarono Brownstone, cercando il cuore dei viventi all'interno.

#### Exodus Noir
Dodds comparve nella linea temporale "corrente" della storia Exodus Noir di Madame Xanadu. La storia ha luogo nel 1940.

## Raccolte in volume
- The Golden Age Sandman Archive di Bert Christman e altri
- Sandman Mystery Theatre, volumi da 1 a 7
- Sleep of Reason

## Poteri e abilità
- Sogni profetici: a causa di un incontro con un'entità nota come Sogno, Wesley Dodds possedeva il potere dei sogni profetici. I suoi sogni arrivavano come visioni criptiche ed ambigue, ma il suo acuto intelletto gli permetteva di riuscire ad interpretarli. Attraverso un processo sconosciuto, Wes passò il suo potere alla sua spalla, Sanderson Hawkins al momento della sua morte.
- Criminologia: Wesley Dodds possiede un intelletto acuto ed era un abile, sebbene amatoriale, detective.
- Chimica: era anche un chimico talentuoso, creando la sostanza simile a sabbia che utilizzò per trasformare Sandy il Ragazzo D'Oro.
- Inventore: Wes era anche un inventore. Uno dei dispositivi che Wes creò fu una pistola silicoide - un'arma nota per aver trasformato Sandy in una forma di vita a base di silicio.

Come hobby, Wes preferiva la lettura, la scrittura, la poesia, gli origami e la filosofia.
Nei primi anni della sua carriera, Wesley Dodds possedeva la forza di un uomo che si teneva costantemente in esercizio, ed era un abilissimo combattente esperto nel corpo a corpo. Quando divenne più grande, il livello della sua forza diminuì in relativa proporzione della sua età.

### Equipaggiamento
- Maschera Anti-Gas della prima guerra mondiale: Sandman utilizzava una maschera della prima guerra mondiale per proteggersi dagli effetti del suo gas soporifero.
- Gancio: faceva uso di una speciale pistola lancia rampino che sparava un lungo ma esile cavo d'acciaio.
- Nei primi giorni della sua carriera, Sandman guidava una Plymouth Coupé nera del 1939. La macchina fu modificata per la guerra al crimine. Nel caso che un avversario avesse tentato di inseguire Sandman, Wes avrebbe potuto tirare una leva sul cruscotto della sua macchina, che rilasciava il paraurti posteriore. L'interno del paraurti era pieno di punte spinate - ideate per far esplodere gli pneumatici di ogni veicolo che poteva rincorrerlo.
- Pistola a gas: l'unica arma conosciuta di Sandman era la sua pistola a gas, un dispositivo manuale caricato con cartucce ripiene di gas soporifero concentrato. Premendo il grilletto sulla pistola rilasciava una scia di gas verde che rendeva incosciente ogni persona nelle vicinanze di Sandman. Una scatola di latta personalizzata sulla pistola gli consentiva di essere in costante contatto con il suo amico e confidente Lee Travis. Wes era anche conosciuto per aver nascosto delle piccole capsule di gas soporifero in un piccolo scomparto segreto posto sotto il tacco delle sue scarpe. Queste si dimostravano efficaci quando la piistola non era immediatamente disponibile.

## Altre versioni
Nella miniserie, Kingdom Come di Mark Waid e Alex Ross, Wesley Dodds è tormentato da visioni profetiche dell'Armageddon. Dopo la sua morte, queste visioni passarono al protagonista della storia, Norman McCay, uno dei pochissimi amici rimasti di Dodds. La storia rivelò più avanti, che le visioni furono inviate a Dodds, poiché il suo lavoro, come Sandman, chissà come, gli conferì l'affinità per i sogni e la loro interpretazione. Wesley Dodds, prima di morire in ospedale, giocando un breve seppur importante ruolo nella storia.

## Altri media
- La nona stagione della serie televisiva Smallville comprende la partecipazione della JSA in uno speciale doppio episodio di circa un'ora e mezza intitolato Smallville: Absolute Justice, scritto da Geoff Johns. Della formazione presentata fa parte anche Sandman.
- Un personaggio molto simile chiamato Nightshade[2] comparve due volte nella serie televisiva degli anni novanta The Flash. In questa versione, il Dr. Desmond Powell, condivideva numerose somiglianze con il Sandman originale, persono nell'utilizzo della stessa pistola a gas.
- Nel 1954 fu incisa una canzone dal titolo, Mr. Sandman, cantata dal gruppo femminile delle Chordettes.
- Il 29 luglio 1991, usciva, Enter Sandman, del gruppo metal statunitense Metallica. La canzone è un esplicito riferimento all'uomo dei sogni. In particolare nella strofa dove il cantante James Hetfield recita una poesia, che di solito si fa recitare ai bambini prima di addormentarsi.